# Mokeromok
Mokeromok (en marshallais Eneobnāk) est un îlot de l'atoll de Wotho, dans les Îles Marshall. Il est situé au nord de l'atoll, à l'ouest de l'îlot de Wotho et est inhabité.